# Hadji (titel)

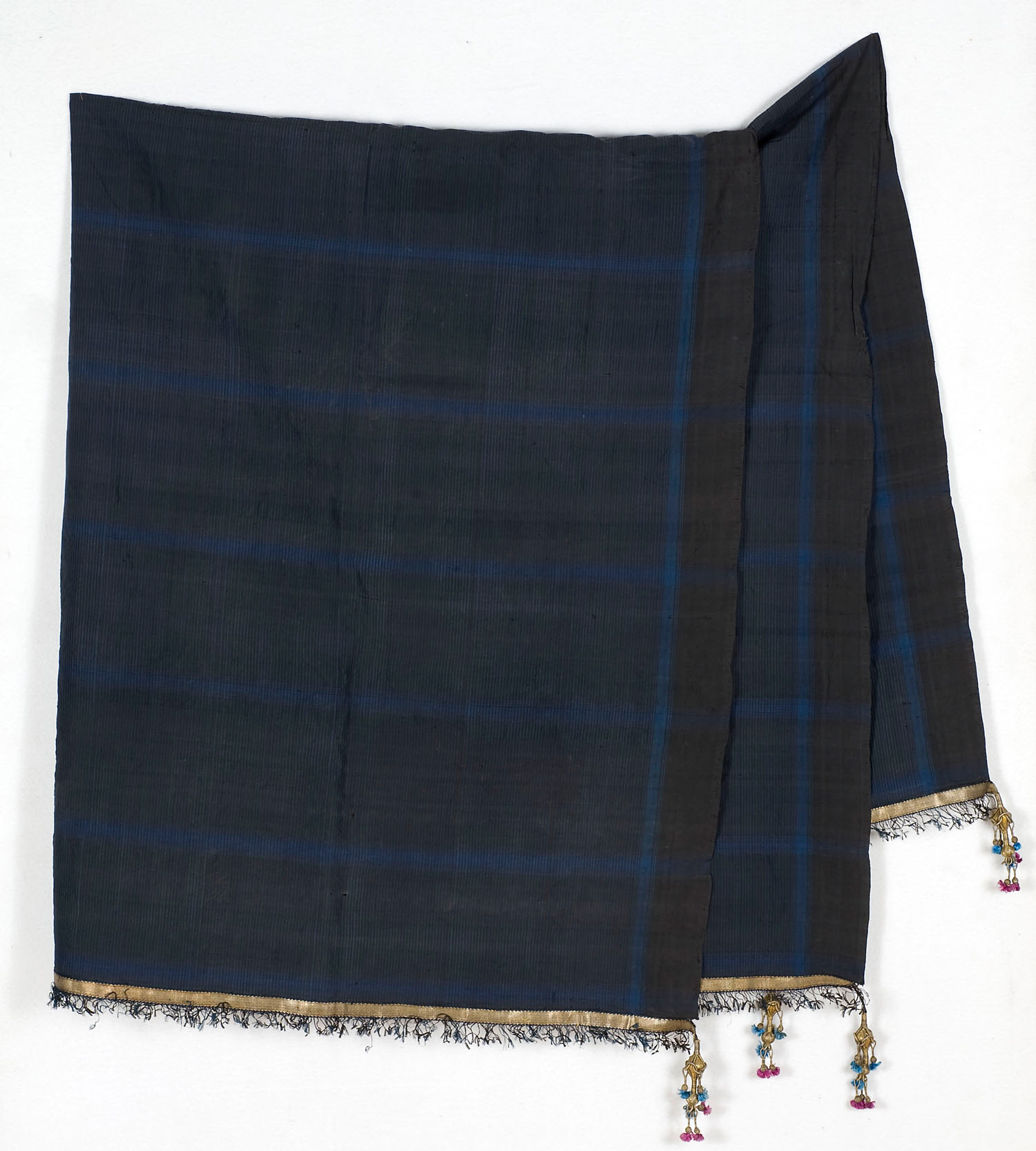
Wikkelrok behorende bij de vrijdagse kleding van een vrouwelijke hadji

Een hadji is een persoon die de islamitische pelgrimstocht naar Mekka, de hadj, volbracht heeft. Elke gezonde, volwassen moslim die over voldoende geld beschikt wordt geacht deze pelgrimstocht te maken. Hadji's hebben traditioneel een hoger aanzien in hun gemeenschap en voeren de eretitel hadji voor hun naam (zo wordt Jan Jansen als hij pelgrimeert daarna hadji Jan Jansen).